# Woodstock, Illinois
Woodstock är en stad (city) i McHenry County, i delstaten Illinois, USA. Enligt United States Census Bureau har staden en folkmängd på 24 785 invånare (2011) och en landarea på 35,1 km². Woodstock är huvudort i McHenry County.